# 橋本順忠
橋本 順忠（はしもと のぶただ、1900年11月4日 - 1976年1月6日）は、日本の画家、神職。

## 生涯
梅宮大社の宮司であった橋本順行の三男として、京都市に生まれる。弟に橋本以行。
大正11年（1922年）、京都市立美術工芸学校を卒業。次いで大正14年（1925年）には京都市立絵画専門学校を、昭和5年（1930年）には研究科を修了した。同年、第11回帝国美術展覧会に『嵐峡の夕』が入選した。
昭和28年（1953年）、梅宮大社が宗教法人法による宗教法人として登録されたと同時に、同社宮司に就任した。没後、弟の以行が宮司職を継承した。

## 作品
| 作品名               | 技法           | 形状・員数 | 寸法（縦x横cm） | 所有者 | 年代              | 文化財指定 | 備考                   |
| -------------------- | -------------- | ---------- | --------------- | ------ | ----------------- | ---------- | ---------------------- |
| 八駿之図(趙仲穆)     | 膠彩           | 巻子       |                 |        | 1927年（昭和2年） |            | [ 6 ]                  |
| 不動明王像(鳥羽僧正) | 墨画・部分膠彩 | 軸・1幅    |                 |        | 1930年（昭和5年） |            | 材質は和紙、墨・顔料。 |